# Arctopus monacanthus
Arctopus monacanthus är en flockblommig växtart som beskrevs av Dugald Carmichael, William Henry Harvey och Otto Wilhelm Sonder. Arctopus monacanthus ingår i släktet Arctopus och familjen flockblommiga växter. Inga underarter finns listade i Catalogue of Life.